# Bligny-le-Sec
Bligny-le-Sec ist eine französische Gemeinde mit 145 Einwohnern (Stand 1. Januar 2022) im Département Côte-d’Or in der Region Bourgogne-Franche-Comté. Sie gehört zum Arrondissement Dijon und zum Kanton Fontaine-lès-Dijon. Die Einwohner der Gemeinde werden Béliniennes genannt.

## Lage
Die Gemeinde liegt rund 25 Kilometer nordwestlich von Dijon am Oberlauf des Flusses Vau.
Umgeben wird Bligny-le-Sec von der Gemeinde Poncey-sur-l’Ignon im Norden, von Saint-Seine-l’Abbaye im Osten, von Trouhaut im Süden und von Verrey-sous-Salmaise im Westen.

## Bevölkerungsentwicklung
| Jahr                       | 1962 | 1968 | 1975 | 1982 | 1990 | 1999 | 2006 | 2011 | 2016 | 2019 |
| Einwohner                  | 182  | 163  | 140  | 131  | 110  | 127  | 160  | 159  | 152  | 140  |
| Quellen: Cassini und INSEE |      |      |      |      |      |      |      |      |      |      |